# سلافيشا ميتروفيتش
سلافيشا ميتروفيتش (بالصربية: Славиша Митровић) (ولد في 5 يوليو 1977) هو لاعب كرة قدم صربي بوسني دولي متقاعد.
خلال مسيرته الكروية لعب في الدوري الإماراتي مع الأهلي والوحدة وفي دوري الدرجة الأولى الروماني مع ناشيونال بوخارست وفي دوري الدرجة الثانية الروماني مع كونكورديا تشياينا. كان ثاني أفضل هداف في الدوري الإماراتي مع الأهلي برصيد 19 هدفاً.